# Lossino-Petrovski
Lossino-Petrovski(en russe : Лосино-Петровский) est une ville de l'oblast de Moscou, en Russie, dans le raïon Chtchiolkovski. Sa population s'élevait à 24 290 habitants en 2014.

## Géographie
Lossino-Petrovski est située au point de confluence des rivières Voria et Kliazma, à 39 km — 52 km par la route — au nord-est du centre de Moscou.

## Histoire
En 1708, une manufacture d'uniformes en cuir de wapitis a été créée par Pierre le Grand. La sloboda autour de l'usine était nommée Lossinaïa Petrovskaïa (Лоси́ная Петро́вская). La manufacture exista jusqu'en 1858, date à laquelle plusieurs autres usines textiles furent établies. En 1928, la sloboda accéda au statut de commune urbaine, et en 1951 de ville.

## Population
Recensements (*) ou estimations de la population :
| 1926* | 1939* | 1959*  | 1970*  | 1979*  |
| ----- | ----- | ------ | ------ | ------ |
| 2 600 | 8 454 | 16 688 | 21 978 | 21 964 |

| 1989*  | 2002*  | 2010*  | 2013   | 2014   |
| ------ | ------ | ------ | ------ | ------ |
| 22 906 | 22 324 | 22 550 | 23 694 | 24 290 |

## Économie
La principale entreprise de la ville est la société OAO Moninski kambolny kombinat (en russe : ОАО Монинский камвольный комбинат) qui fabrique des filés et tissus de laine.